# 152

152(백오십이)는 151보다 크고 153보다 작은 자연수다.

## 수학
- 합성수로, 그 약수는 1, 2, 4, 8, 19, 38, 76, 152이다. 진약수의 합은 148이므로, 152는 부족수다.
- {\displaystyle 152=73+79}
  - 연속하는 두 소수(素數)의 합으로 나타낼 수 있으며, 이 성질을 지닌 앞의 수는 144, 다음 수는 162이다.
- {\displaystyle 152=31+37+41+43}
  - 연속하는 네 소수(素數)의 합으로 나타낼 수 있으며, 이 성질을 지닌 앞의 수는 138, 다음 수는 168이다.
- {\displaystyle 152=3^{3}+5^{3}}
  - 연속하는 두 홀수의 세제곱합으로 나타낼 수 있으며, 이 성질을 지닌 앞의 수는 28, 다음 수는 468이다.
  - 연속하는 두 소수(素數)의 세제곱합으로 나타낼 수 있으며, 이 성질을 지닌 앞의 수는 35, 다음 수는 468이다.
- {\displaystyle {\sqrt {152}}=2{\sqrt {38}}}, {\displaystyle {\sqrt[{3}]{152}}=2{\sqrt[{3}]{19}}}
- {\displaystyle 37^{2}-1}, {\displaystyle 7^{6}-1}은 152로 나누어떨어진다.

## 과학
- NGC 152: 큰부리새자리 방향에 있는 산개성단.

## 교통

### 철도
- 수도권 전철 1호선 부평역의 역번호.
- P152: 수도권 전철 1호선 의왕역의 역번호.

### 도로
- 일본 152번 국도: 나가노현 우에다시에서 시즈오카현 하마마쓰시까지 이어지는 일본의 국도.
- 현도 제152호선

## 군사
- U-152: 독일의 군용 잠수함. 제1차 세계 대전에 사용된 1917년제 모델(영어판, 독일어판)과 제2차 세계 대전에 사용된 1940년제 모델(영어판, 독일어판)이 있다.

## 문화유산
- 대한민국의 국보 제152호: 비변사등록
- 대한민국의 보물 제152호: 구례 연곡사 현각선사탑비
- 대한민국의 사적 제152호: 함양 사근산성

## 방송
- 스카이라이프와 B tv의 MTN 머니투데이방송 채널 번호.
- 지니 TV의 스카이UHD 채널 번호.
- U+ TV의 GMTV 채널 번호.
- LG헬로비전의 아이넷라이프 채널 번호.
- B tv 케이블의 YTN2 채널 번호.

## 기타
- 연도: 152년, 기원전 152년